# 鲁维奥
41°39′37″N 1°34′09″E / 41.6603306°N 1.5693045°E
鲁维奥，是西班牙加泰罗尼亚巴塞罗那省的一个市镇。总面积39平方公里，总人口123人（2001年），人口密度3人/平方公里。